# Seniors Championship
Die Seniors Championship und Super Seniors Championship sind Pokerturniere, die einmal jährlich bei der World Series of Poker am Las Vegas Strip gespielt werden.

## Struktur
Die Seniors Championship wurde erstmals im Mai 2001 ausgespielt. Um am Turnier in der Variante No-Limit Texas Hold’em teilnehmen zu können, muss ein Spieler zu Turnierbeginn mindestens 50 Jahre alt sein. Seit der WSOP 2015 wird zusätzlich die Super Seniors Championship ausgetragen, zu deren Teilnahme man mindestens 60 Jahre (von 2015 bis 2017 sogar 65 Jahre) alt sein muss. Dieses Event gewann 2016 und 2017 zweimal in Folge der US-Amerikaner James Moore und 2018 Farhintaj Bonyadi, die Mutter des viermaligen Braceletgewinners Farzad Bonyadi. Das Buy-in beträgt bei allen Turnieren 1000 US-Dollar. 2020 wurden die Turniere aufgrund der COVID-19-Pandemie nicht ausgespielt.

## Bisherige Austragungen

### Seniors

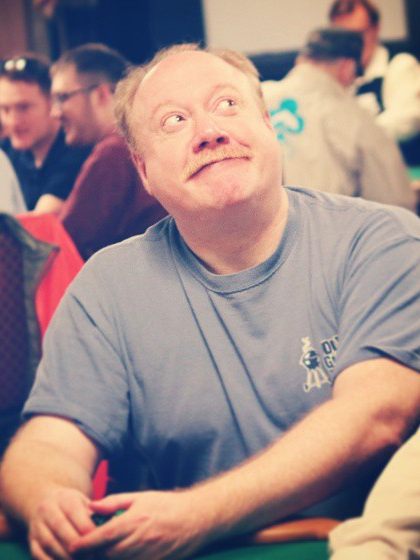
Dan Heimiller gewann das Event 2014

| Jahr | Teilnehmer | Sieger                | Herkunft           | Preisgeld (in $) |
| ---- | ---------- | --------------------- | ------------------ | ---------------- |
| 2001 | 0340       | Jay Heimowitz         | Vereinigte Staaten | 115.430          |
| 2002 | 0396       | Bill Swan             | Vereinigte Staaten | 134.000          |
| 2003 | 0378       | Ron Rose              | Vereinigte Staaten | 130.060          |
| 2004 | 0519       | Gary Gibbs            | Vereinigte Staaten | 136.960          |
| 2005 | 0825       | Paul McKinney         | Vereinigte Staaten | 202.725          |
| 2006 | 1184       | Clare Miller          | Vereinigte Staaten | 247.814          |
| 2007 | 1882       | Ernest Bennett        | Vereinigte Staaten | 348.423          |
| 2008 | 2218       | Dan Lacourse          | Vereinigte Staaten | 368.832          |
| 2009 | 2707       | Michael Davis         | Vereinigte Staaten | 437.358          |
| 2010 | 3142       | Harold Angle          | Vereinigte Staaten | 487.994          |
| 2011 | 3752       | James Hess            | Vereinigte Staaten | 557.435          |
| 2012 | 4128       | Allyn Jaffrey Shulman | Vereinigte Staaten | 603.713          |
| 2013 | 4407       | Kenneth Lind          | Vereinigte Staaten | 634.809          |
| 2014 | 4425       | Dan Heimiller         | Vereinigte Staaten | 627.462          |
| 2015 | 4193       | Travis Baker          | Vereinigte Staaten | 613.466          |
| 2016 | 4499       | Johnnie Craig         | Vereinigte Staaten | 538.204          |
| 2017 | 5389       | Frank Maggio          | Vereinigte Staaten | 617.303          |
| 2018 | 5919       | Matthew Davis         | Vereinigte Staaten | 662.983          |
| 2019 | 5917       | Howard Mash           | Vereinigte Staaten | 662.594          |
| 2021 | 5404       | Robert McMillan       | Vereinigte Staaten | 561.060          |
| 2022 | 7188       | Eric Smidinger        | Vereinigte Staaten | 694.909          |
| 2023 | 8180       | Lonnie Hallett        | Kanada             | 765.731          |

### Super Seniors
| Jahr | Teilnehmer | Sieger            | Herkunft           | Preisgeld (in $) |
| ---- | ---------- | ----------------- | ------------------ | ---------------- |
| 2015 | 1533       | Jon Andlovec      | Vereinigte Staaten | 262.220          |
| 2016 | 1476       | James Moore       | Vereinigte Staaten | 230.626          |
| 2017 | 1720       | James Moore       | Vereinigte Staaten | 259.230          |
| 2018 | 2191       | Farhintaj Bonyadi | Vereinigte Staaten | 311.451          |
| 2019 | 2650       | Michael Blake     | Vereinigte Staaten | 359.863          |
| 2021 | 1893       | Jean-Luc Adam     | Frankreich         | 255.623          |
| 2022 | 2669       | Massoud Eskandari | Vereinigte Staaten | 330.609          |
| 2023 | 3121       | Klaus Ilk         | Osterreich         | 371.603          |